# Thylogale calabyi
Thylogale calabyi é uma espécie de marsupial da família Macropodidae. Endêmica da Papua-Nova Guiné.